# Miguel Buffara
Miguel Buffara (Santos, 18 de maio de 1913 – Rio de Janeiro, 8 de março de 1976) foi um político brasileiro.
Filho de Cesário Buffara e de Adel Zaltar Buffara. Casou com Nahime André Buffara.
Ingressou na Faculdade de Direito da Universidade do Paraná em 1932 e transferiu-se depois para a Faculdade de Direito da Universidade do Rio de Janeiro, pela qual bacharelou-se em 1936. Em 1954 foi eleito deputado à Assembléia Legislativa paranaense pelo Partido Trabalhista Brasileiro (PTB). No mesmo ano foi secretário do Trabalho e Assistência Social do governo do Paraná, durante a gestão de Bento Munhoz da Rocha Neto. Foi eleito em outubro em 1958 deputado federal pelo Paraná pelo PTB, empossado em fevereiro de 1959. Foi reeleito nas eleições de outubro de 1962, e com a extinção dos partidos políticos pelo Ato Institucional Número Dois e a posterior instauração do bipartidarismo filiou-se ao Movimento Democrático Brasileiro (MDB). Exerceu o mandato até o final da legislatura, em janeiro de 1967, ocasião em que deixou a Câmara dos Deputados.